# یواس‌اس ال‌اس‌تی-۸۴۲
یواس‌اس ال‌اس‌تی-۸۴۲ (به انگلیسی: USS LST-842) یک کشتی بود که طول آن ۳۲۸ فوت (۱۰۰ متر) بود. این کشتی در سال ۱۹۴۴ ساخته شد.